# Малыщик, Анна Александровна
Анна Александровна Малыщик (бел. Ганна Аляксандраўна Малышчык; род. 4 февраля 1994, Дрогичин, Брестская область), в девичестве Зинчук (бел. Зінчук) — белорусская легкоатлетка, специалистка по метанию молота. Выступает за сборную Белоруссии по лёгкой атлетике с 2011 года, победительница Кубка Европы, обладательница серебряной медали Универсиады, многократная призёрка первенств национального значения, участница летних Олимпийских игр в Рио-де-Жанейро. Мастер спорта Республики Беларусь международного класса.

## Биография
Анна Зинчук родилась 4 февраля 1994 года в городе Дрогичине Брестской области.
Впервые заявила о себе в лёгкой атлетике на международном уровне в сезоне 2011 года, когда вошла в состав белорусской национальной сборной и выступила в метании молота на юношеском мировом первенстве в Лилле (52,73). Позже в этом сезоне с результатом 59,48 метра одержала победу на Европейском юношеском олимпийском фестивале в Трабзоне.
В 2012 году стартовала на юниорском мировом первенстве в Барселоне, но провалила все три свои попытки в метании молота и не показала никакого результата.
В 2013 году выиграла бронзовую медаль в молодёжной категории на Кубке Европы по зимним метаниям в Кастельоне (63,78), тогда как на юниорском европейском первенстве в Риети превзошла всех своих соперниц и завоевала золотую медаль (65,44).
На чемпионате Белоруссии 2014 года в Гродно стала серебряной призёркой (67,53), уступив только Елене Новогродской.
В 2016 году была лучшей в молодёжной категории на Кубке Европы по метаниям в Араде (68,76), отметилась выступлением на чемпионате Европы в Амстердаме (63,16). Выполнив олимпийский квалификационный норматив, удостоилась права защищать честь страны на летних Олимпийских играх в Рио-де-Жанейро — в программе метания молота благополучно преодолела предварительный квалификационный этап, тогда как в финале показала результат 71,90 метра и расположилась в итоговом протоколе на седьмой строке.
После Олимпиады в Рио Малыщик осталась действующей спортсменкой и продолжила принимать участие в крупнейших международных стартах. Так, в 2017 году она победила на командном чемпионате Европы в Лилле (74,56), закрыла десятку сильнейших на чемпионате мира в Лондоне (69,43), получила серебряную награду на Универсиаде в Тайбэе (74,93).
В 2018 году на соревнованиях в Бресте установила свой личный рекорд в метании молота — 76,26 метра. Помимо этого, была лучшей на Кубке Европы по метаниям в Лейрии (72,62), стала финалисткой чемпионата Европы в Берлине (72,39).
В 2019 году выиграла Кубок Европы по метаниям в Шаморине (74,95), заняла десятое место на чемпионате мира в Дохе (71,24).
На чемпионате Белоруссии 2020 года в Минске с результатом 68,92 метра получила серебро, уступив Елене Соболевой.
За выдающиеся спортивные достижения удостоена почётного звания «Мастер спорта Республики Беларусь международного класса».